# فاستبوت

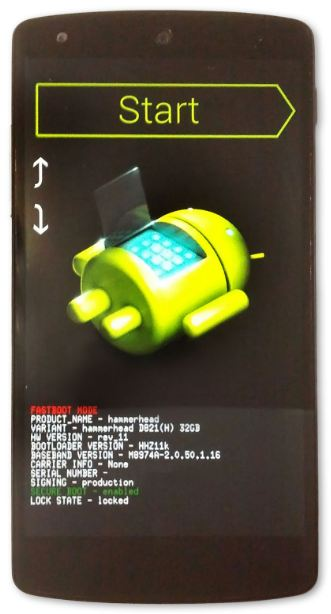
مثال على وضع (فاستبوت)

فاستبوت Fastboot هو بروتوكول  وأداة بنفس الاسم، يُضمن مع حزمة أدوات تطوير برمجيات أندرويد، المستخدمة بشكل أساسي لتعديل نظام ملفات الفلاش عبر اتصال يو إس بي من كمبيوتر مضيف. وتختلف طريقة الوصول إلى فاستبوت من هاتف لآخر.

## روابط خارجية
- مواصفات بروتوكول Fastboot